# Джанай (Астраханская область)
Джанай — ногайское село в Красноярском районе Астраханской области, административный центр Джанайского сельсовета.
Население - 844 (2017)

Место компактного проживания ногайцев-карагашей.

## География
Село расположено в пределах Прикаспийской низменности, к востоку от Волго-Ахтубинская пойма, на левом берегу реки Ахтуба, на высоте 12 метров ниже уровнем моря. Рельеф местности равнинный, в окрестностях имеются так называемые бугры Бэра, возвышающиеся над окружающей местностью. Почвы пойменные луговые.
По автомобильной дороге расстояние до областного центра города Астрахани составляет 71 км, до районного центра села Красный Яр — 17 км.
Климат резко-континентальный, крайне засушливый (согласно классификации климатов Кёппена-Гейгера — Bsk). Среднегодовая температура воздуха положительная и составляет около 10 °C, расчётная многолетняя норма осадков - около 210 мм.
Часовой пояс
Джанай, как и вся Астраханская область, находится в часовой зоне МСК+1. Смещение применяемого времени относительно UTC составляет +4:00.

## История
Основано в 1861 году. Первыми поселенцами стали кундровские татары, уроженцы села Хожетаево. Основным занятием поселения было скотоводство. Летом ногайцы кочевали, а зимой жили в деревянных домах и глиняных мазанках. Согласно Памятной книжке на 1905 год село Большой Джанай относилось к Хожетаевской волости Красноярского уезда, в селе имелось 132 двора, проживало 625 человек. Согласно Памятной книжке на 1914 год в селе имелся 171 двор, всего проживало 374 души мужского и 295 женского пола. В 1914 году в селе Большой Джанай существовала земская школа, а в 1918 году она была преобразована в советскую школу 1 ступени.
В 1920-х село было объединено с селом Малый Джанай в один населённый пункт - Джанай, с 1926 года школа стала называться Джанайской школой.
В 1933 году был образован колхоз "Рассвет коммуны". В 1954 году был объединён с колхозом Нариманова (село Хожетаевка) в колхоз "Борьба за мир" с центральной усадьбой в селе Хожетаевка. В 1964 году последний вошёл в состав колхоза "Заветы Ильича" (центр - село Ясын-Сокан). Центром укрупнённого хозяйства стало село Джанай.

## Население
| 1904 | 1908 | 1914 | 2002 | 2010 | 2013 | 2014 |
| ---- | ---- | ---- | ---- | ---- | ---- | ---- |
| 625  | ↘596 | ↗669 | ↗736 | ↗895 | ↘775 | ↗820 |
| 2017 |      |      |      |      |      |      |
| ↗844 |      |      |      |      |      |      |

Этнический состав
| Национальность | Численность (2010) | Процент |
| -------------- | ------------------ | ------- |
| Ногайцы        | 520                | 57,5%   |
| Казахи         | 157                | 17,4%   |
| Татары         | 123                | 13,6%   |
| Русские        | 12                 | 1,3%    |
| Туркмены       | 9                  | 1%      |
| Туркмены       | 9                  | 1%      |
| Узбеки         | 4                  | 0,4%    |
| Не указана     | 79                 | 8,7%    |
| Всего          | 904                | 100%    |